# Ecluza Năvodari
Ecluza Năvodari (denumită și ecluza Midia sau ecluza Midia-Năvodari) este un sistem de ecluze gemene de pe canalul Poarta Albă-Midia, Năvodari, situat la km fluvial 25+477 al canalului și la 1,5 km în amonte de Zona Midia a Portului Constanța. Ecluza este operată și întreținută de Administrația Canalelor Navigabile.
Ecluza Năvodari asigură deplasarea pe verticală a ambarcațiunilor de la cota –0,50 m a nivelului apei în Zona Midia până la cota +1,25 m a nivelului apei pe canal și invers, o diferență totală de nivel de 1,75 m.

## Istoric
Ecluza a fost realizată în cadrul lucrărilor de construire a canalului Poarta Albă-Midia, Năvodari, ramura nordică a canalului Dunăre-Marea Neagră. Ecluza și întregul canal au fost inaugurate pe 26 octombrie 1987. În amontele și avalul ecluzei au fost realizate două avanporturi pentru operațiunile de staționare și așteptare a vaselor în vederea ecluzării. Sasurile au dimensiuni identice cu cele ale ecluzei Ovidiu.
Poziția ecluzei este una strategică, fiind situată la sfârșitul canalului care conectează fluviul Dunărea cu portul Midia, unde funcționează Petromidia, cea mai mare rafinărie din Estul Europei.
În anul 2018 a fost atribuit contractul de proiectare și execuție lucrări „Reabilitare acces puț vane și cameră de încărcare–aval și amonte ecluza Năvodari”, iar în iulie 2019 contractul „Reabilitare drum acces la ecluza Năvodari”. Acesta din urmă nu fusese niciodată reparat sau întreținut de la construcția lui.
În ianuarie 2019, Ministerul Transporturilor a publicat o „Scrisoare de așteptări pentru perioada 2019–2023”, care include proiectul de reabilitare a galeriilor de ape mari de la ecluza Năvodari.

## Caracteristici dimensionale
Ecluza are o lungime de 145 de metri, o lățime de 12,5 de metri, iar adâncimea apei pe prag, la nivel normal de exploatare, este de 6–6,5 m. Este prevăzută cu galerii pentru evacuarea viiturilor din bieful 2 al canalului Poarta Albă–Midia, Năvodari. Stația și sistemul rețelelor de aer comprimat folosite pentru realizarea perdelelor de aer în vederea combaterii salinizării apei din canal sunt și ele parte componentă a sistemului de ecluze de la Năvodari.
Timpul de ridicare sau coborâre prin ecluză a unei ambarcațiuni este de aproximativ 5 minute.